# Cryptospiza salvadorii
Cryptospiza salvadorii е вид птица от семейство Estrildidae.

## Разпространение
Видът е разпространен в Бурунди, Демократична република Конго, Етиопия, Кения, Руанда, Южен Судан, Судан, Танзания и Уганда.